# Bree (Unternehmen)

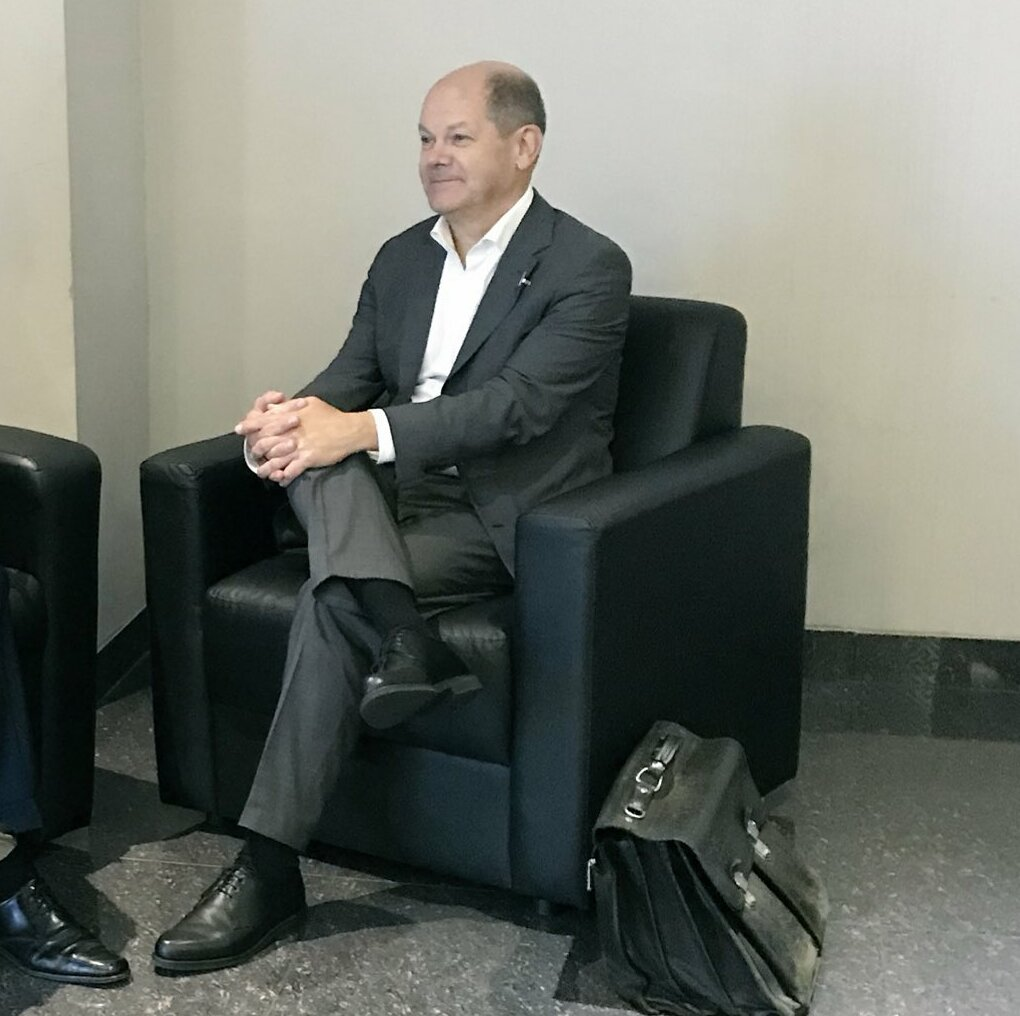
Bundeskanzler Olaf Scholz mit seiner in den 1980er-Jahren erworbenen schwarzen Aktentasche aus Leder von Bree (2018)

Bree-Stadtrucksack aus Gewebe für Damen

BREE Collection GmbH war ein deutscher Lederwarenspezialist aus Hamburg, der primär die Herstellung und den Vertrieb von hochwertigen Taschen und Accessoires organisierte. Die Marke ist an über 700 Stellen weltweit durch Fachhandel, eigengeführte Filialen und ein Franchisesystem vertreten und erhielt mehrere Designpreise.
Nach Insolvenz in Eigenverwaltung 2019 übernahm der portugiesische Automobilzulieferer Coindu den Lederwarenhersteller. Anfang 2024 meldete Bree erneut Insolvenz an. Müller & Meirer Lederwarenfabrik GmbH in Kirn übernahm im April 2024 die Bree-Markenrechte.

## Geschichte
1970 gründete Wolf Peter Bree (1945–1996) mit seiner Ehefrau Renate die Firma Bree Collection und legte den Fokus des Sortiments auf Handtaschen, die in Handarbeit aus hochwertigem Naturleder gefertigt werden. 1976 begann die Expansion ins Ausland mit ersten Lieferungen in die Schweiz. Im Jahr 1993 gab es 27 Franchise-Shops in Deutschland und Handelspartner in Hongkong, Japan, USA, Kanada, Schweiz und Luxemburg. Im selben Jahr zog die Firma nach Isernhagen bei Hannover. In den folgenden Jahren wurde das Sortiment um weitere Damen- und Herrentaschen und um eine Reisegepäckserie erweitert.
Von 2001 bis 2011 waren beide Söhne des Gründers, Axel und Philipp Bree, als Geschäftsführer tätig. Für das Jahr 2002 wurde der Umsatz auf einen Betrag zwischen 150 und 200 Millionen € geschätzt. 2006 betrug der Umsatz rund 50 Millionen €.
Im Jahr 2011 wurde Gründersohn Axel Bree alleiniger Geschäftsführer. Er richtete die Kollektion neu aus und positionierte die Marke BREE im oberen Preissegment. Als 2014 ein familienfremdes Investorenkonsortium die Mehrheit an der Bree Collection GmbH übernahm, blieb Axel Bree Geschäftsführer und Minderheitsgesellschafter. Im Januar 2018 verließ Axel Bree das Unternehmen und verkaufte seine Anteile an das bereits beteiligte Investorenkonsortium. Von August 2019 bis Mai 2020 leitete Heidi Otto als Geschäftsführerin das Unternehmen und folgte damit auf Stefan Treiber, der nach dem Ausscheiden von Axel Bree die Geschäftsführung übernommen hatte. Geschäftsführer ist seit 2021 Marcus Bernhard Teschner.
Die Süddeutsche Zeitung schätzte 2013 den Umsatz immer noch im Bereich von rund 50 Millionen €, es gibt keine offiziellen Unternehmenszahlen. Nach Angaben des Wirtschaftsauskunftsdienstes Bürgel Wirtschaftsinformationen GmbH & Co. KG betrug der Umsatz 2013 11,7 Mio. € nach 13,57 Mio. € 2012, ein Rückgang um 13,76 %.